# ボッシコ
ボッシコ（伊: Bossico  ( 音声ファイル)）は、イタリア共和国ロンバルディア州ベルガモ県にある、人口約1,000人の基礎自治体（コムーネ）。

## 地理

### 位置・広がり
ベルガモ県北東部のコムーネ。県都ベルガモから東北東へ32km、州都ミラノから東北東へ78kmの距離にある。

#### 隣接コムーネ
隣接するコムーネは以下の通り。
- チェレーテ
- コスタ・ヴォルピーノ
- ローヴェレ
- ソンガヴァッツォ
- ソーヴェレ

### 地震分類
イタリアの地震リスク階級 (it) では、3 に分類される
。

## 行政

### 山岳部共同体
広域行政組織である山岳部共同体「ラーギ・ベルガマスキ山岳部共同体」  (it:Comunità montana dei Laghi Bergamaschi)  （事務所所在地：ローヴェレ）を構成するコムーネである。

## 姉妹都市
- Meyrié、フランス